# 1951 في مصر
فيما يلي قوائم الأحداث التي وقعت خلال عام 1951 في مصر.

## أفلام
من الأفلام التي صدرت هذه السنة في مصر:
- 1 يناير – أولاد الشوارع من إخراج يوسف وهبي.
- 1 يناير – ابن النيل من إخراج يوسف شاهين.
- 1 يناير – الحب في خطر من إخراج حلمي رفلة.
- 1 يناير – بيت الأشباح من إخراج فطين عبد الوهاب.
- 1 يناير – لك يوم يا ظالم من إخراج صلاح أبو سيف.
- 1 يناير – وداعا ياغرامي
- 19 فبراير – ليلة الحنة من إخراج أنور وجدي.
- 27 فبراير – حكم القوي من إخراج حسن الإمام.
- 12 مارس – فيروز هانم
- 23 مارس – السبع أفندي
- 2 سبتمبر – شباك حبيبي
- 3 سبتمبر – تعال سلم من إخراج حلمي رفلة.
- 8 أكتوبر – حبيب الروح من إخراج أنور وجدي.
- 10 ديسمبر – ورد الغرام من إخراج هنري بركات.
- 17 ديسمبر – قطر الندى من إخراج أنور وجدي.
- 21 ديسمبر – أسرار الناس من إخراج حسن الإمام.

## مواليد

### يناير
- 1 يناير – أحمد سيف الإسلام عبد الفتاح
- 26 يناير – محمد العرابي دبلوماسي مصري.

### فبراير
- 10 فبراير – عمرو عزت سلامة

### مارس
- 10 مارس – يسرا ممثلة مصرية.

### أبريل
- 24 أبريل – مسعد نور لاعب كرة قدم مصري.

### مايو
- 1 مايو – عمر عبد الكافي داعية مصري.
- 23 مايو – هشام البسطويسي قاضي مصري.

### يونيو
- 2 يونيو – أحمد كريمة
- 19 يونيو – أيمن الظواهري

### يوليو
- 3 يوليو – محمود لطيف
- 5 يوليو – فتحي مبروك لاعب كرة قدم مصري.

### أغسطس
- 8 أغسطس – محمد مرسي خامس رئيس لجمهورية مصر العربية.

### سبتمبر
- 5 سبتمبر – روني أبراهام
- 5 سبتمبر – محمد أبو العينين

### أكتوبر
- 15 أكتوبر – عبد المنعم أبو الفتوح

### ديسمبر
- 3 ديسمبر - عماد رشاد، ممثل مصري
- 13 ديسمبر – آن ماري ألونزو كاتبة كندية.
- 21 ديسمبر – نجلاء فتحي ممثلة مصرية.

## وفيات

### يناير
- 1 يناير – عبد العزيز فهمي (مواليد 1870) سياسي مصري.
- 1 يناير – نبوية موسى (مواليد 1886)